# Plainville (Kansas)
Plainville es una ciudad ubicada en el condado de Rooks en el estado estadounidense de Kansas. En el año 2010 tenía una población de 1903 habitantes y una densidad poblacional de 613,87 personas por km².

## Geografía
Plainville se encuentra ubicada en las coordenadas 39°13′56″N 99°18′11″O / 39.23222, -99.30306 (39.232102, -99.303166).

## Demografía
Según la Oficina del Censo en 2000 los ingresos medios por hogar en la localidad eran de $29,402 y los ingresos medios por familia eran $35,673. Los hombres tenían unos ingresos medios de $29,408 frente a los $17,245 para las mujeres. La renta per cápita para la localidad era de $15,134. Alrededor del 8.6% de la población estaban por debajo del umbral de pobreza.